# مقاطعة بينينغتون (فيرمونت)
مقاطعة بينينغتون هي مقاطعة في فيرمونت، بلغ عدد سكانها 37٬125  نسمة، في 2010، عاصمتها بينينغتون، ومانشستر، تبلغ مساحتها 1٬755 كيلومتر مربع.

## الموقع
تشترك في الحدود مع:
- مقاطعة روتلاند (فيرمونت)[5]
- مقاطعة رينسيلير، نيويورك
- مقاطعة واشنغطون، نيويورك
- مقاطعة بيركشاير
- مقاطعة وندسور (فيرمونت)[5]
- مقاطعة فرانكلين
- مقاطعة ويندهام (فيرمونت).[5]

## التقسيمات الإدارية
- أرلينغتون[6]
- بينينغتون[6]
- دورست[6]
- Glastenbury, Vermont [الإنجليزية]‏[6]
- لاندغروف[6]
- مانشستر[6]
- بيرو[6]
- بونال[6]
- ريدسبورو[6]
- روبرت[6]
- ساندغيت[6]
- سيرسبورغ[6]
- شافتسبوري[6]
- ستامفورد[6]
- سندرلاند[6]
- وينهول[6]
- وودفورد.[6]